# Hohe Mandling
Hohe Mandling är ett berg i Österrike.   Det ligger i distriktet Wiener Neustadt-Land och förbundslandet Niederösterreich, i den östra delen av landet, 40 km sydväst om huvudstaden Wien. Toppen på Hohe Mandling är 964 meter över havet, eller 316 meter över den omgivande terrängen. Bredden vid basen är 6,2 km.
Terrängen runt Hohe Mandling är huvudsakligen kuperad. Närmaste större samhälle är Berndorf, 9,4 km nordost om Hohe Mandling. 
I omgivningarna runt Hohe Mandling växer i huvudsak blandskog. Runt Hohe Mandling är det ganska tätbefolkat, med 75 invånare per kvadratkilometer.